# 科斯秋科維奇區
科斯秋科維奇區（羅馬化：Kostyukovichskiy rayon）是白俄羅斯東部莫吉廖夫州的一個區，行政中心为科斯秋科維奇，面積1,493.84平方公里，2009年人口26,410，人口密度每平方公里17.68人。